# 아카세가와 겐페이
아카세가와 겐페이는 일본의 네오다다 예술가로 본명은 아카세가와 가쓰히코이다. 예술 목적으로 화폐를 위조했다가 논란을 사기도 했다.

## 같이 보기
- 초예술 토머슨